# Günzburger Wochenblatt

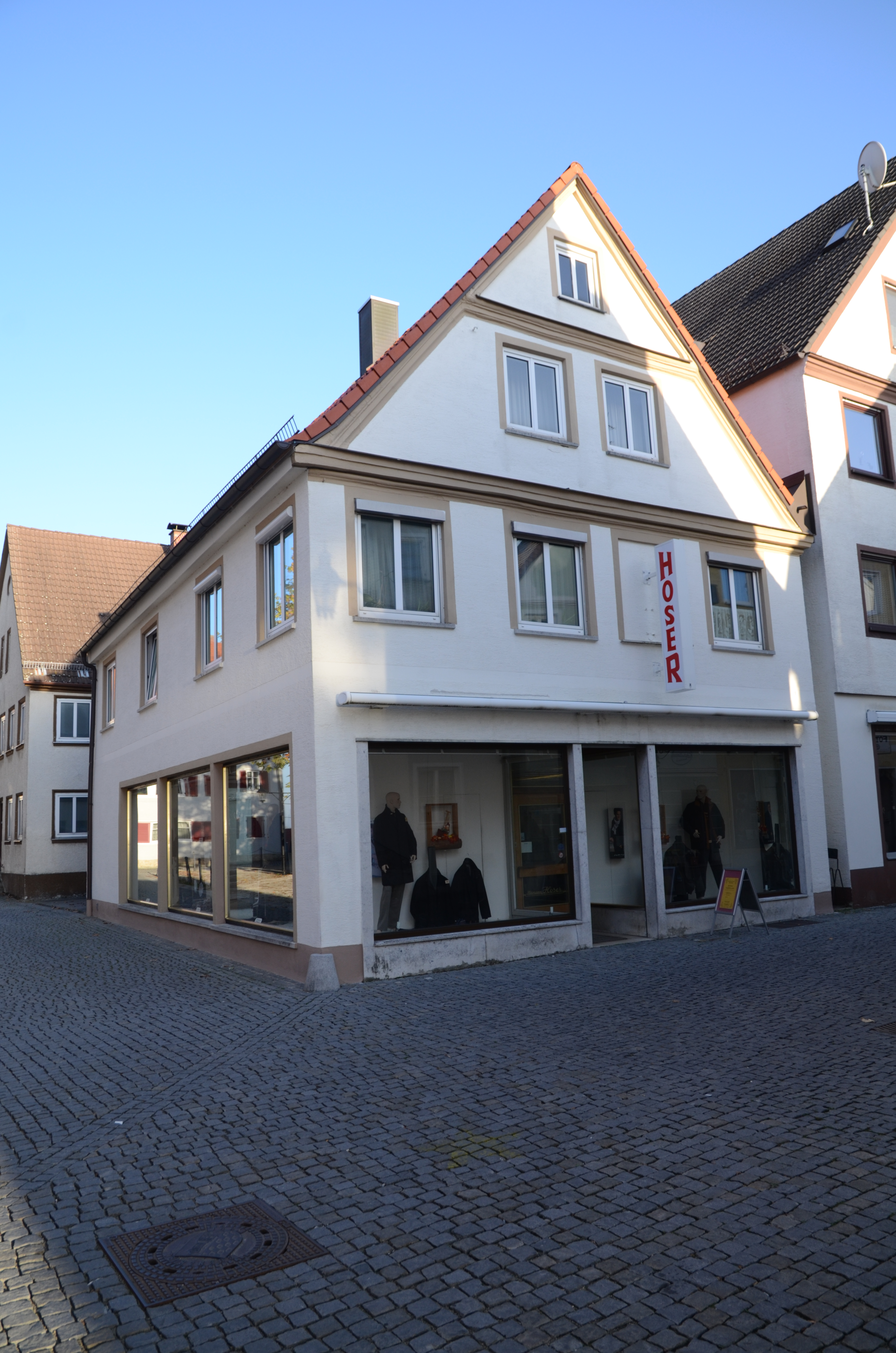
Sitz des Günzburger Wochenblatts in der Dominikus-Zimmermann-Straße 10 in Günzburg

Das Günzburger Wochenblatt war eine Wochenzeitung, die in Günzburg (Bayern) von 1821 bis in die 1930er Jahre erschien.

## Geschichte
Das Günzburger Wochenblatt erschien anfänglich vier Seiten stark an jedem Mittwoch im Verlag von Johann Bayer. Es veröffentlichte die amtlichen Bekanntmachungen der Landgerichte Günzburg und Burgau, der Magistrate, der Patrimonialgerichte des umliegenden Adels sowie die Preise der Schrannen in Günzburg, Krumbach, Lauingen und Weißenhorn.
Nach dem Tod von Johann Bayer übernahm sein Sohn Anton als Verleger und Redakteur den Betrieb. Er verlegte den Firmensitz in das Haus Dominikus-Zimmermann-Straße 10 in Günzburg. Nach seinem Tod führte ab 1842 seine Witwe den Betrieb weiter.
Im Jahr 1847 kaufte Josef Paul (1819–1883) aus Stoffenried das Günzburger Wochenblatt. Der liberale Verleger änderte das Schriftbild und das Format des Wochenblatts und druckte auf besserem Papier. Ebenso wurden mehr Artikel zu kommunalen und bayerischen Themen veröffentlicht.
Im Jahr 1862 wurde der Titel in Wochenblatt für die Städte Günzburg und Burgau umbenannt. Gleichzeitig hieß es im Untertitel Amtsblatt für das kgl. Bezirksamt Günzburg und die kgl. Landgerichte Günzburg und Burgau.
Ab 1868 erschien die Zeitung zweimal wöchentlich, am Mittwoch und Samstag.
Im Jahr 1869 wurde der Titel der Zeitung in Günz- und Mindelbote – Lokalblatt für die Städte Günzburg und Burgau und Amtsblatt für die Magistrate Günzburg und Burgau geändert. Das Bezirksamt Günzburg gab ab 1869 ein eigenes Amtsblatt heraus.
Adolf Paul übernahm nach dem Tod seines Vaters im Jahr 1883 den Betrieb und änderte 1884 den Titel der Zeitung in Günz- und Mindelbote – Anzeigeblatt für das Bezirksamt Günzburg sowie als Amtsblatt der sämtlichen Behörden in Günzburg als Reaktion auf den seit 1883 erscheinenden Burgauer Anzeiger.
Der Günz- und Mindelbote erschien ab 1896 dreimal in der Woche und ab 1907 täglich.
Im Jahr 1931 fusionierte der Günz- und Mindelbote mit dem seit 1928 erscheinenden Günzburger Tagblatt aus dem Verlag der Neuen Augsburger Zeitung. Die neue Zeitung hieß Günzburger Tagblatt vereinigt mit Günz- und Mindel-Bote. Diese Zeitung musste unter dem Druck der Nationalsozialisten im Jahr 1933 ihr Erscheinen einstellen.